# Hakim Bouchouari
Pour les articles homonymes, voir Bouchouari.
Hakim Bouchouari, né le 25 septembre 1978 à Anvers, est un footballeur belge d'origine marocaine qui évolue au poste d'attaquant.

## Carrière

### En juniors
- 1987-1990 : K Kontich FC
- 1990-1995 : K Boom FC

### En seniors
- 1995-1996 : K Boom FC
- 1996-1997 : KFC Duffel
- 1997-1999 : KFC Zwarte Leeuw
- 1999-2000 : Verbroedering Geel
- 2000-2001 : KRC Malines
- 2001-2002 : KSK Hoboken
- 2002-2003 : Wezemaal
- 2003-2004 : KVK Tirlemont
- 2004-2005 : FCN Saint-Nicolas
- 2005-2006 : KSC Lokeren
- 2006-jan.2007 : Standard de Liège
- jan.2007-2007 : FCM Brussels
- 2007 : Verbroedering Geel